# 지도 (연호)
지도(至道, 995년 ~ 997년)은 북송 태종(太宗) 조경(趙炅)의 다섯번째 연호이다. 3년 가량 사용하였다. 태종(太宗)이 죽고 나서 진종(眞宗)이 함평으로 개원할 때까지 사용하였다.

## 개원
- 순화(淳化) 6년 1월 1일[1](995년 2월 3일)에 연호를 지도(至道)로 개원함..[2][3][4][5]

- 지도(至道) 4년 1월 1일[6](998년 1월 31일)에 연호를 함평(咸平)으로 개원함.[7][8][4][5]

## 연대 대조표
| 지도       | 원년            | 2년        | 3년        |
| 서기(西紀) | 995년           | 996년      | 997년      |
| 간지(干支) | 을미(乙未)      | 병신(丙申) | 정유(丁酉) |
| 요(遼)     | 통화(統和) 13년 | 14년       | 15년       |

## 동시대 연호

### 중국
요(遼)
- 통화(統和) (983년 ~ 1012년)

대리국(大理國)
- 명통(明統) (992년 ~ 996년)
- 명치(明治) (997년 ~ 1005년)

호탄 왕국(于闐國)
- 천흥(天興) (986년 ~ 999년)

### 베트남
- 응티엔(應天) (994년 ~ 1007년)

### 일본
- 쇼랴쿠(正曆) (990년 ~ 995년)
- 조토쿠(長德) (995년 ~ 999년)

## 같이 보기
- 중국의 연호 목록